# Bagnoli di Sopra rosato classico
Le Bagnoli di Sopra rosato classico est un vin rosé italien produit dans la région de la Vénétie et doté d'une appellation DOC depuis le 16 août 1995. Seuls ont droit à la DOC les raisins récoltés à l'intérieur de l'aire de production définie par le décret. 

## Aire de production
Les vignobles autorisés se situent en province de Padoue dans la commune de Bagnoli di Sopra. Le vignoble Colli Euganei est à quelques kilomètres.

## Caractéristiques organoleptiques
- couleur : rosé tendant vers un rouge rubis
- odeur : vineux, agréablement parfumé
- saveur : sec a demi-sec, harmonique.

Le Bagnoli di Sopra rosato classico se déguste à une température de 9 à 11 °C et il se boit jeune.

## Production
Province, saison, volume en hectolitres :
- Padoue  (1995/96)  126,0
- Padoue  (1996/97)  168,0